# 我妻さんは俺のヨメ
『我妻さんは俺のヨメ』（わがつまさんはおれのヨメ）は蔵石ユウ原作、西木田景志作画による日本の漫画作品。『マガジンSPECIAL』（講談社）にて2011年No.10から2012年No.8まで連載され、『週刊少年マガジン』に移籍して同年42号から2014年43号まで連載された。『マガジンSPECIAL』2013年7号には番外編が掲載された。

## 概要
未来へのタイムスリップ能力を持つ（と信じている）男子高校生を主人公に、SF要素を加味したラブコメディストーリー。もう一方のテーマとして「主人公と悪友たちの友情」「主人公の人間的な成長」を描いた正統派少年漫画のテイストも併せ持つ。また、「主人公本人に途中の記憶がないが、10年後にヒロインと結婚していない場合や友人、知人の危機的な未来を回避するために、10年前に戻ってやり直しを行っている」という一種のループもののストーリー展開になっている。

## あらすじ
在床高校に通うさえない男子高校生・青島等は、ひょんなことから自分が10年後の未来にタイムスリップする能力があることに気づく。タイムスリップした未来の世界では、学校一の美少女・我妻亜衣が彼の妻になっていた。青島は、非モテ仲間の伊東と小松にそのことを話すのだが、まるで相手にされなかった。かくして未来を知る青島と、我妻さんや悪友仲間を始めとするクラスメイトとの間でドタバタコメディーが展開されていく。

## 用語
在床高校（ざいしょうこうこう）
主人公たちが通学する地元の高校。ちなみに「在床」は「あるトコ」（或る所 / 在る床）をもじった架空の地名である。
DX団（ディーエックスだん）
小松を中心に結成された、在床高校の非モテ男子生徒による秘密結社。結成の主旨は土橋（D）を初めとするイケメン・リア充のクラスメイトに天誅（×）を下すことだが、その活動は一度も成功したことはないようである。団の会合では、メンバーはそれぞれコードネーム（各自の映画タイトル）で呼び合い、てるてる坊主風の衣装を身につけることになっているらしい。異性に免疫がないせいか、生身の女性に近づくとパニック状態に陥るメンバーが多く、突然会合に姿を現したシルヴィアによって瞬時に主導権を握られてしまった。「X」はアルファベットの"X"ではなく、記号の"×"（バツ / ペケ / バッテン）であると思われる。
葉隠（はがくれ）
在床高校2年の女子生徒で結成した腐女子グループ。

## 登場人物

### 主人公とその妻（予定）・家族
青島等（あおしま ひとし）
主人公。在床高校2年生の17歳。勉強・運動・ルックスのいずれも並以下の目立たない少年であり、特に3年時の進路相談では「成績的に進学できる大学はない」と断言されている。就寝時や授業中の居眠り時などリラックスした時に突然10年後の未来にタイムスリップする能力（ただし精神のみ）があることに気づき、その世界では我妻さんが自分の妻になっていることを知る。以来何度も現在と未来を往復している…と本人は信じているのだが、悪友たちからはまるで相手にされていない。未来を知ることから、悪友やクラスメイトの不幸な前途を回避するため現在から未来への介入を試みる友情に厚い一面も持つ他、文化祭ではゲリラライブを決行したり、修学旅行ではドラマロケ地で大胆に告白するなど行動的な一面も持ち合わせている。バレーボール部では補欠。悩むとパンツ1枚の姿になる奇癖を持つ。DX団でのコードネームは「天空の城ラピュタ」。
我妻亜衣に交際を申し込み断られた後、いきなり結婚を申し込んだ結果、交際をOKされる。交際後にビデオ鑑賞のため我妻亜衣に自宅に行った帰りを藤村美紀に目撃され、学校新聞で公表された結果、非難の的となるが、下妻シルヴィアに友人として擁護される。そのお礼を言った結果、青島に思いを寄せる下妻シルヴィアから跳び蹴りを喰らう。我妻亜衣にふられた後、伊富蘭に接吻・抱擁をされ告白されたが交際を断った際には、我妻亜衣以外の選択肢として、伊富蘭、下妻シルヴィア、梶五月子の選択肢があったのではないかと激しく後悔をしている。高校卒業後、浪人するものの我妻亜衣には将来は脚本家になる夢と10年後も我妻亜衣に対する想いは変わらず、必ず会いに行くことを卒業式で手紙を通して伝える。高校卒業後は我妻亜衣のアフリカ行きを止めるため空港に行くまでタイムスリップが発動しない。
10年後の姿
普通のサラリーマンらしいが、職種は不明。
将来の配偶者として、我妻亜衣、下妻シルヴィア、伊富蘭、梶五月子が登場しており、現在の行動を変えることで、我妻亜衣と結婚する未来になるように努力しているが、下妻シルヴィアや伊富蘭に心が揺れる場面もある。
実際の10年後はシナリオライターになることを目指しながら、番組制作会社と思われる会社で働いている。我妻亜衣がアフリカに出発する飛行機に乗らないように引き止めようとするが、上司の妨害に会い出発便に間に合わない。そこで、青島が10年後を目指していた通りになっているか見届けるために集まった同級生たちと再会する。そこで青島の手紙の内容を思い出しアフリカ渡航を諦めた我妻亜衣と再会し、喜びのあまり倒れる。その際10年ぶりにタイムスリップし、再び我妻亜衣と結婚する未来に到達、我妻亜衣がコスタリカのヒワコンゴウインコの保護に向かう荷作りを終えるタイミングだった。我妻亜衣はボランティアとしてたびたび世界各国を回り、ネパールのユキヒョウやニュージーランドのコマダラキーウィ、チリのフンボルトペンギンなど絶滅危惧種の保護に努めている。しかし過去に青島が渡した手紙がここでも生き、アフリカだけには渡航しないと微笑まれる。その後タイムスリップが終了し、今度こそ絶対に失敗しないと固く決心する。
実現しなかった未来・回避した未来
シルヴィアとの結婚
伊富蘭との結婚
梶五月子との結婚
高校三年生のクリスマスでの我妻亜衣とのキス
我妻亜衣にふられ、高校を中退し、引きこもりになってヒカリの進学費を使い込む

我妻亜衣（わがつま あい）
在床高校2年生で青島のクラスメイトの少女。学校一の美少女であるのみならず、クラス一の成績で水泳部の希望の星という文武両道であることから男女を問わず人気が高く、文字通りの「学園のアイドル」である。しかし決してそのことを鼻にかけたりしない控えめな性格であり、自分に近づいてくる異性に対してはかなりガードが堅い。ただし品行方正な優等生というわけでもなく、学校に隠れてイタリアレストランでアルバイトをしている。趣味はドラマ鑑賞で、はぐれ弁護士・巽志郎、おみやさん、科捜研の女、京都迷宮案内など、渋いドラマを好む。在床高校の生徒からは、少なくとも16人は彼女に告白してフラれている。本人が一度付き合ったら結婚しなくてはならないと勘違いしている為、リア充組のクリスマスパーティーでは在床屈指のイケメン達を全員振り、文化祭では10人ほどの他校の生徒からナンパされるも全て断っている。修学旅行では青島の事を振ったが、別段嫌いなわけでなくただ恥ずかしいのと驚いたからつい勢いで振ってしまったらしい。その後、青島から交際を通り越して結婚を申し込まれ、今までの人とは真剣味が違うのかもと思い、結婚はできないが交際ならできるということで付き合い始める。青島に自分の趣味が受け入れられていると思っていたが、その趣味に無理をして付き合っていることが分かり、青島のテストの成績が下がり、悩んだ末別れを切り出す。青島と伊富蘭が口づけをしているところに通りがかり、焼きもちをやいているような行動をとる。その後青島の家に古畑を返してもらおうと向かった時、青島が古畑に興味を持って全シリーズ観たということを知り、ドラマの良さに気づくのが遅いと、さらに教室でのキスについても触れ、その結果、青島に妬いていることがばれるなど、完全に青島に対して何の想いもないという訳では無いことが読み取れる場面もある。
10年後の姿
青島と結婚した後も彼を「青島君」と呼んでおり、良好な関係を築いている。
高校卒業期の希望通り獣医になっており、青島から受け取った手紙の内容をすっかり忘れており、絶滅危惧種を救うボランティアのためアフリカに向かう。しかし空港で偶然小松たちと居合わせ、彼ら同級生たちの現在の容姿や職業を知るにつれ、10年前に青島から貰った手紙の内容を思い出し、アフリカへ渡って3ヶ月後にマラリアで命を落とすという文言が現実味を帯びたことでアフリカ渡航を諦める。
実現しなかった未来
高校三年生のクリスマスでの青島とのキス
美人すぎる登山家としてエベレスト登頂に成功、この時点で七大陸最高峰制覇を7回達成。

青島ひかり（あおしま ひかり）
青島の妹で在床小学校5年生。「愚兄賢妹」を地でいくしっかり者の美少女であり、髪型はツインテール。兄思いだが恋愛のアドバイスの代償に小遣いを要求するちゃっかりした一面を持つ。タイムスリップが終了し（て現在に帰還し）た兄に我妻さんと間違われて抱きつかれたことがある。学校では飼育委員。絵は下手。
10年後の姿
アゲ嬢風の美女。バンドマンの彼氏がいた。
青島と我妻亜衣が結婚した未来では、見た目こそアゲ嬢風だが我妻亜衣の前では兄に対する気遣いが見られ、しっかりしている所は変わっていない。
青島が我妻亜依に振られた未来では、引きこもりになってFXに失敗した青島に進学費を使い込まれるが、作中この未来を回避した未来の描写はない。

### DX団
伊東志郎（いとう しろう）
在床高校2年生。青島とはバレーボール部補欠・非モテの仲間で腐れ縁の悪友。マッシュルームカットで眼鏡をかけ太っている。アイドルオタクで、趣味はエロゲーと盗撮という「立派な犯罪予備軍」。家が非常に金持ちで、父親の趣味で楽器屋ほど大量に音楽関連の道具が置いてある部屋がある。特技に女子生徒を香りで特定するという恐ろしいものがある。また、マイケル・ジャクソンのファンで、ダンスを完全にこなすことができ、体育の必修科目である創作ダンスの時に青島、小松、土橋と踊り喝采を浴びた(喝采は全て土橋に向けてのもの)。破壊的なデス声を持つ。DX団団員（コードネームは「パンツの穴」）。在床高校卒業後は専門学校への進学が決まっている。
10年後の姿
空港で小松に｢いつまでもニートをやっているから体力がつかない｣と言われているので無職。
実現しなかった未来
非モテをこじらせ、女性に猥褻行為をはたらき拘置所に収監される。

小松正男（こまつ まさお）
同上。ルックスは「不細工なケイン・コスギ」。趣味は体力作りで平生から怪力をもてあまし気味だが運動神経はなし。非モテの男子生徒を集めて秘密結社「DX団」を結成してみずから団長（「コードネームはアンブレイカブル」）となり、青島と伊東を強引に加入させる。カラオケでは選曲センスのあまりの酷さに周囲をドン引きさせた。一人だけ留年する。
10年後の姿
小松が未来で見事な禿頭になることを知った青島が、その未来を変えようとワカメを食べさせようとしたり頭を掻くのを止めたりしたが、未来は変わらず見事な禿頭になり、空港で我妻亜衣と再会した時、最初小松と認識されず悲鳴をあげられている。

富士川久次（ふじかわ きゅうじ）
在床高校2年生でDX団団員（コードネームは「肉体の門」）。「富士Q」と呼ばれることが多い。キューピーに似た童顔・ぽっちゃり体型で言動もどことなく子供っぽく、常にひらがなの多い台詞をしゃべる。熟女好き。特技は即興の自作曲をアカペラで歌うこと。チョビ髭がある以外はうりふたつの叔父がいる。
10年後の姿
梶五月子と結婚し叔父の屋台を継いでいる。
実現しなかった未来
憧れの梶五月子を青島に取られ仏門に入る。

小野靖史（おの やすし）
在床高校2年生でDX団団員（コードネームは「マトリックス2」）。「マト2」と呼ばれることが多い。七三分けの短髪に眼鏡、高校生らしからぬ老けた顔つき（背広を着た際には、「お前違和感ないな」と言われたほど）の風貌。幼女の声を聞くだけで膨張してしまうほど重度のロリコンであり、一時はひかりに本気で恋した。クラスでの友人は皆無。事ある毎に聖飢魔IIのメンバー（特にデーモン閣下）のメイクをする。
10年後の姿
勤務先の会社が倒産してしまい、大変苦労している様子。

中本高次（なかもと こうじ）
在床高校2年生でDX団団員（コードネームは「でんきくらげ」）。「でんくら」と呼ばれることが多い。長髪に眼鏡が特徴。筋肉フェチであり、マッチョな女性をモチーフにしたエロ本を買ってきて団員をドン引きさせた。特技は電凸でかなりねちっこい様子。マト2同様、クラスでの友人は皆無。
10年後の姿
遠方で働いており、団員とはスカイプで連絡を取っている。

### クラスメイトたち
下妻シルヴィア（しもつま シルヴィア）
在床高校2年に転校してきた、Jカップのダイナマイトボディを持つ日蘭ハーフで赤毛の美少女。母国語のオランダ語はもちろん英語・日本語ともに達者だが、日本のアニメが好きで、やたらとインターネットスラングで話すなど、日本に関する知識はかなり偏っていると考えられる。転校初日に失礼な質問をした男子生徒に「チェリーボーイ」と言い放ち、つまらないことを言う男を無表情のまま平手打ちするなど、相当な女王様キャラであり、実際にDX団からは「女王陛下」「シルヴィア様」などと呼ばれている。DX団とは夏祭りに出し物をしたり海で遊んだり文化祭でドラム担当でバンドを組んだりと親睦を深めている。青島に想いを寄せているが、我妻さんに夢中で自分に振り向いてくれない事を悔やんでいる。家族に「ケン兄さん」「大きい兄さん」「長髪の兄さん」「仮面の兄さん」の4人の兄がいる。父や兄の思惑で帰国する危機になったが、青島の奮闘により帰国は取りやめになる。
青島と亜衣の交際が学校中に知れわたった時に非難される青島を友人として擁護するが、お礼を言う青島に飛び蹴りをして、うさを晴らしており、青島への想いを吹っ切っている。青島が我妻亜依に振られたあとは、最終話まで出番がない。
10年後の姿
青島と結婚している未来では、現在の青島には実態がわからない「ポインポイン体操」というテクニックがある。我妻亜衣にふられた青島が見た10年後のシルヴィアはOLをしている。

土橋勇樹（どばし ゆうき）
クラス屈指のイケメン・モテ男で性格も嫌味のない「さわやか王子」。そのこともあってDX団からの嫉妬を買い、最初の標的（といっても陰でひたすら不幸を願うだけ）にされる。さらに我妻さんをデートに誘ったことから青島からも嫉妬されることになる。だが、自身のある秘密を巡って騒動が起きたことで青島らの友人になっている。その後青島らと創作ダンスをやり、彼らの「人に流されない自由奔放な姿」に憧れDX団に（正式な団員ではないが）遊びにくるようになる。小松らに姉の下着を盗んであげようとするも、墓穴を掘る結果となった。
10年後の姿
ある事件をきっかけに「没落」したことから見る影もない姿となっていたが、現在の青島の助けによりその未来は回避された。

### 葉隠
田中良子（たなか よしこ）
葉隠のリーダー。にきび顔に細く釣り上った目が特徴的。Fカップはある巨乳。自由奔放に生きるDX団に怒りを覚えBLテロを起こし、その事件が原因で対決する事になる。小松と対戦する際に、デートのような雰囲気になり小松に対し好意を寄せたが、土橋が通りすがった際に一気に想いが冷め小松を殴り反則負け。その後もシルヴィアのホームパーティや、DX団とクリスマスパーティ等に登場する。
藤村美紀（ふじむら みき）
在床高校2年で葉隠の団員。眼鏡と三つ編みが特徴。歴女であり、特に伊達政宗に対する知識は相当なものである（田中曰く戦国BASARAばかりやってて日本史以外は赤点）。伊東と対戦する際に、伊東の伊達政宗の顔真似に腹を立て、伊東を殴り反則負けをした。実は在床高校新聞部にも在籍し、同人誌発行のため青島と我妻亜衣の交際を学校新聞で暴露する。
伊富蘭（いとう らん）
在床高校2年で葉隠の団員。ボサボサの前髪で顔が見えないが、素顔は我妻さんやシルヴィアに負けず劣らずの美少女。漫画を描くことが好きだが、葉隠面子にBL本を無理やり書かされ困っている為に青島に相談した。「指輪物語」のようなファンタジーの漫画を描くことが夢。声が小さく、慣れてない人とはまともに会話できないコミュニケーション障害である。漫画では区別しにくいが、黒板に吹き出しでセリフを書くことで普通に話をしているよう表現できる。その後青島に好意を寄せ、クリスマスパーティーでは青島の為にマフラーを手編みで作りプレゼントしたが、想いは実らなかった。我妻亜衣に振られたあと行き掛かりでバレー部のキャプテンになった青島のため、バレー部のマネージャーになり、教室で青島に再び告白し包容・接吻しているところを我妻亜衣に目撃される。我妻亜衣と比べて自分は性格が暗くブスだと認識しているが、負けたくない一心から後を追い、青島の前で青島のことをどう思っているか、我妻亜衣に問い詰める。青島のことを「何とも思ってない」と答えられても気持ちが変わらない青島への気持ちをふっ切るため、その後卒業まで青島のことを「キャプテン」と呼ぶことになる。
10年後の姿
青島と結婚している未来では、青島は漫画家をしている蘭のアシスタントをしている。
結婚が回避された未来では、アニメ化されるほど人気のある漫画家になっていて、亜衣がコミックの大人買いをしている。
実際の10年後では青島が見た未来の通り漫画家になっている。

### その他
下妻ケンジロウ（しもつま ケンジロウ）
シルヴィアの兄。肉体派男子。日本語は流暢に喋れずカタコトである。なぜか日本の特定の流行には精通しているが、過去の流行（竹の子族）については内容を誤解しており、現在も流行していると認識している。父の指示に従いシルヴィアを母国に連れ戻そうとするが、青島や我妻さんの活躍で阻止された。
梶五月子（かじ めいこ）
青島が我妻亜衣に振られて引きこもりなっている間に赴任した子持ちの産休教師。青島と結婚している未来があるが、青島の力によりそれが回避された未来では、富士川と結婚しともにお好み焼き屋の屋台を開いていた。
関文夫（せき ふみお）
青島の3年生時の進路指導担当で、担当教科は数学。バレーボール部の顧問。我妻亜衣が憧れる俳優に似ている。部員の勧誘を条件に補欠の青島がキャプテンになることを認める。進路指導では、自らの意思で時間移動ができるタイムスリッパーであり、青島と共に移動した未来で、すでに青島と我妻亜衣が結婚する未来への分岐はなく、我妻亜衣が３ヶ月の命であることを教える。将来は脚本家になる希望をもった青島に勉強なら協力できるということで協力するが、青島は浪人することになる。過去に青島がタイムスリップで友人の危機から救っていることを知っており、他人のために頑張る青島の人柄をよく理解する一人である。進路指導の時点では我妻亜衣との結婚とアフリカ行きを引き留めることを諦めるように青島を説得していたが、最終的に青島が努力の末につかんだ未来は、彼の助言や助力によるところが大きい。

## 書誌情報
- 蔵石ユウ（原作）・西木田景志（漫画）『我妻さんは俺のヨメ』講談社〈講談社コミックス〉、全13巻
  1. 2012年2月17日発行、ISBN 978-4-06-384638-6
    - 『マガジンSPECIAL』2011年No.10 - 2012年No.2掲載分を収録。

  2. 2012年9月14日発行、ISBN 978-4-06-384726-0
    - 同上2012年No.3 - No.7掲載分を収録。

  3. 2012年11月16日発行、ISBN 978-4-06-384774-1
    - 同上2012年No.8、『週刊少年マガジン』第42号 - 第45号掲載分を収録。

  4. 2013年1月17日発行、ISBN 978-4-06-384801-4
    - 『週刊少年マガジン』2012年第46号 - 2013年第2・3合併号掲載分を収録。

  5. 2013年4月17日発行、ISBN 978-4-06-384850-2
    - 『週刊少年マガジン』2013年第4・5合併号 - 2013年第13号掲載分を収録。

  6. 2013年7月17日発行、ISBN 978-4-06-384895-3
    - 『週刊少年マガジン』2013年第14号 - 2013年第23号掲載分を収録。

  7. 2013年9月17日発行、ISBN 978-4-06-394929-2
    - 『週刊少年マガジン』2013年第24号 - 2013年第32号、『マガジンSPECIAL』2013年No.7 掲載分を収録。

  8. 2013年11月15日発行、ISBN 978-4-06-394966-7
    - 『週刊少年マガジン』2013年第33号 - 2013年第42号掲載分を収録。

  9. 2014年1月17日発行、ISBN 978-4-06-394996-4
    - 『週刊少年マガジン』2013年第43号 - 2013年第51号掲載分を収録。

  10. 2014年3月17日発行、ISBN 978-4-06-395030-4
    - 『週刊少年マガジン』2013年第52号、2014年第1号 - 第4・5号合併号、 第7号- 第11号掲載分を収録。

  11. 2014年6月17日発行、ISBN 978-4-06-395081-6
    - 『週刊少年マガジン』2014年第12号- 2014年第20号掲載分を収録。

  12. 2014年8月発行、ISBN 978-4-06-395161-5
  13. 2014年10月発行、ISBN 978-4-06-395217-9